# Cristale gemene

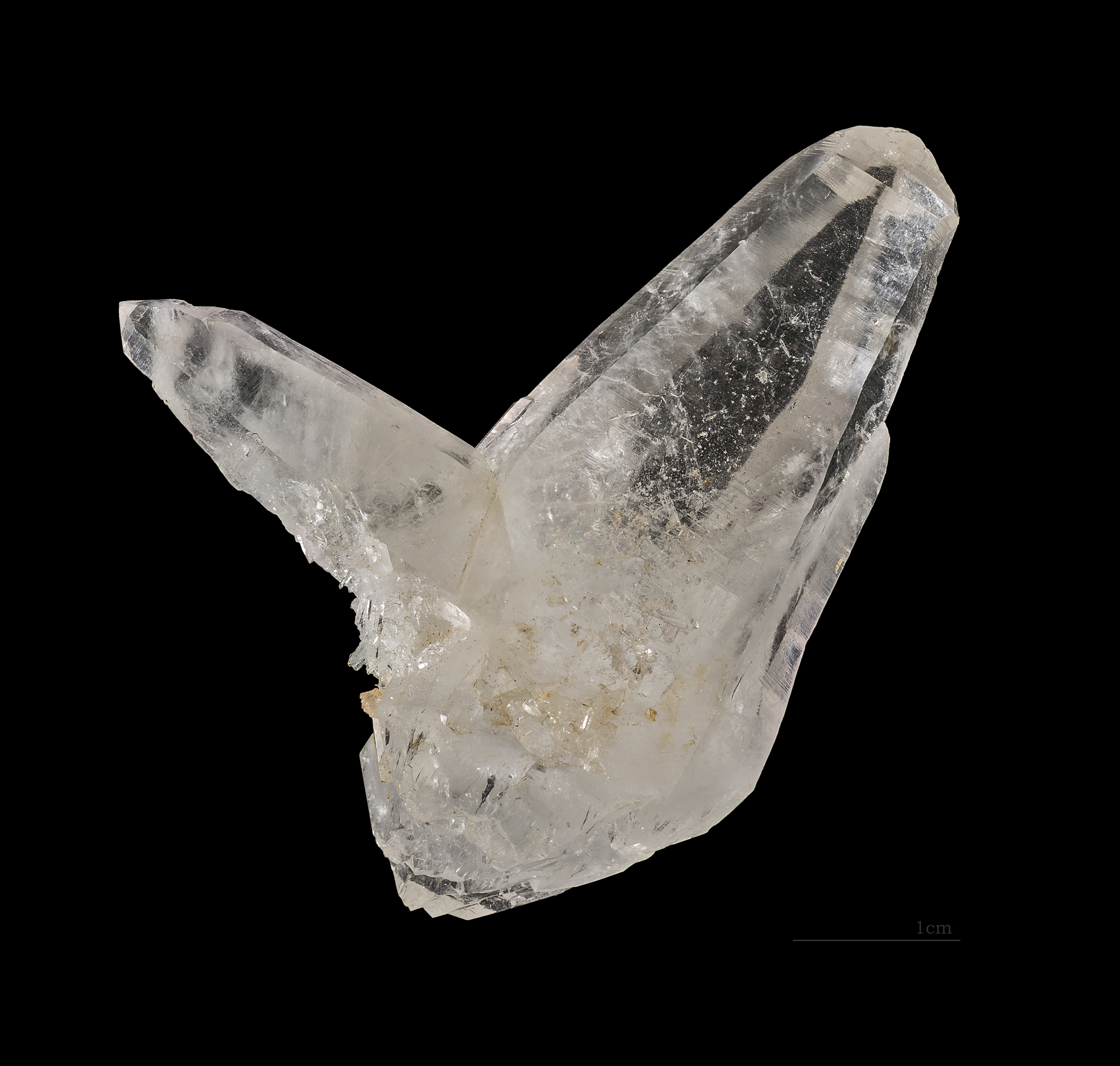
Cristale gemene de cuarț

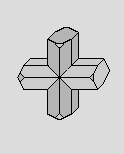
Staurolith, cristale gemene

Cristale gemene (macle) sunt acelea care se formează prin concreșterea a cel puțin două cristale de aceași structură și compoziție. Două cristale gemene nu pot fi, nici printr-o axă de simetrie „inversiune”, nici printr-un plan de simetrie printr-o rotire de 180 de grade aduse să se încadreze („suprapună”) din punct de vedere simetric. Dacă aceste două cristale se pot încadra în una din condițiile arătate anterior atunci nu sunt cristale gemene, ci vor fi numite concreșteri paralele de cristal.